# Princé
Princé település Franciaországban, Ille-et-Vilaine megyében. Lakosainak száma 398 fő (2022. január 1.). Princé Montautour, Châtillon-en-Vendelais, La Croixille, Juvigné és Luitré-Dompierre községekkel határos.

## Népesség
A település népességének változása:
| Lakosok száma | 509  | 393  | 346  | 349  | 374  | 374  | 380  | 391  | 397  | 398  |
|               | 1968 | 1982 | 1990 | 2006 | 2013 | 2015 | 2017 | 2019 | 2020 | 2022 |